# Linea IND Queens Boulevard
La linea IND Queens Boulevard è una linea, intesa come infrastruttura, della metropolitana di New York facente parte della Divisione B. La linea collega la zona di Jamaica nel Queens, con capolinea presso 179th Street, a Midtown Manhattan, con capolinea presso 50th Street. Nel tratto sotto Manhattan, la linea è nota anche come linea 53rd Street.
Questa infrastruttura è attualmente utilizzata da quattro diverse linee:
- E Eighth Avenue Local, sempre attiva;[1]
- F Sixth Avenue Local, sempre attiva;[2]
- M Sixth Avenue Local, attiva tra le 5 circa e mezzanotte durante i giorni feriali;[3]
- R Broadway Local, sempre attiva, tranne tra mezzanotte e le 5 circa.[4]

## Storia
La prima sezione della linea, che dalla stazione di 50th Street arrivava fino a Roosevelt Avenue, venne aperta il 19 agosto 1933. All'epoca la linea faceva parte dell'Independent Subway System, la rete di linee metropolitane di proprietà della città di New York. Sotto l'Indipendente Subway System, la linea venne estesa altre due volte: il 31 dicembre 1936 verso Union Turnpike e il 24 aprile 1937 verso 169th Street.
Dopo l'accorpamento delle tre reti, quella dell'Interborough Rapid Transit Company, quella della Brooklyn-Manhattan Transit Corporation e l'Independent Subway System, nel giugno 1940, la linea è stata estesa una sola volta, il 10 dicembre 1950, verso 179th Street.

## Caratteristiche
La linea Queens Boulevard è elettrificata a 600 volt a corrente continua e utilizza il cosiddetto scartamento normale, 1435 mm. È lunga più di 20 km e possiede dai quattro ai due binari; in particolare, nella tratta 179h Street - Queens Plaza, i binari sono quattro e nella restante, Queens Plaza - 50th Street, due.
Inoltre, questa dovrebbe essere una delle prossime linee a dotarsi del communication based train control (CBTC), già in utilizzo sulla linea BMT Canarsie e in corso di installazione sulla linea IRT Flushing. La fase uno, che comprende la tratta da 50th Street a Forest Hills-71st Avenue, è stata infatti inserita nel programma di investimenti della Metropolitan Transportation Authority del quadriennio 2010-2014.

### Percorso
| Unknown route-map component "lENDE@F" |

| Unknown route-map component "utACC" |

| Urban tunnel stop on track |

| Urban tunnel station on track |

| Urban tunnel stop on track |

|  | Unknown route-map component "utABZg+l" | Unknown route-map component "utCONTfq" |

| Urban tunnel stop on track |

| Unknown route-map component "utv-SHI2gr" | Unknown route-map component "d" |

| Unknown route-map component "uexCONT2" | Unknown route-map component "ueSTR+c3" + Unknown route-map component "PORTALg" + Unknown route-map component "utSTR~L" | Unknown route-map component "utSTR~R" |  |

| Unknown route-map component "uexdSTRc1" | Unknown route-map component "ueABZg+4" + Unknown route-map component "ulDST" + Unknown route-map component "utSTR~L" | Unknown route-map component "utSTR~R" | Unknown route-map component "d" |

| Urban straight track + Unknown route-map component "PORTALf" + Unknown route-map component "utSTR~L" + Unknown route-map component "lACC~L" | Unknown route-map component "utSTR~R" + Unknown route-map component "lACC~R" |

| Unknown route-map component "utdSTR" | Unknown route-map component "utdHST" | Unknown route-map component "d" |

| Unknown route-map component "utv-SHI2g+r" | Unknown route-map component "d" |

| Unknown route-map component "utACC" |

| Urban tunnel stop on track |

| Urban tunnel stop on track |

| Urban tunnel stop on track |

| Urban tunnel stop on track |

| Urban tunnel stop on track |

| Unknown route-map component "uCONT4+2" | Urban tunnel straight track + Unknown route-map component "uSTRc3" |  |

| Unknown route-map component "uSTRc1" | Unknown route-map component "uSTR2+4" + Unknown route-map component "utHSTACC" | Unknown route-map component "uSTRc3" |

|  | Urban tunnel stop on track + Unknown route-map component "uSTRc1" | Unknown route-map component "uLSTR+4" + Unknown route-map component "MFADEf" |

|  | Unknown route-map component "utKRWgl" | Unknown route-map component "utKRW+r" |

|  | Urban tunnel stop on track | Urban tunnel straight track |

|  | Urban tunnel stop on track | Urban tunnel straight track |

|  | Urban tunnel stop on track | Urban tunnel straight track |

|  | Unknown route-map component "utKRWg+l" | Unknown route-map component "utKRWr" |

| Urban tunnel stop on track |

| Unknown route-map component "utCONTgq" | Unknown route-map component "utABZgr" + Unknown route-map component "uSTRc2" | Unknown route-map component "uLSTR3" + Unknown route-map component "MFADEg" |

| Unknown route-map component "uSTRc2" | Unknown route-map component "utKRZ3+1" | Unknown route-map component "uSTRc4" |

| Unknown route-map component "uLSTR+1" + Unknown route-map component "MFADEf" | Unknown route-map component "utACC" + Unknown route-map component "uSTRc4" |  |

| Unknown route-map component "utCONTgq" | Unknown route-map component "utABZgr" |  |

| Unknown route-map component "d" | Unknown route-map component "ukLLSTR2" + Unknown route-map component "MFADEg" | Unknown route-map component "utABZgl" | Unknown route-map component "utHSTq" + Unknown route-map component "HUBa" | Unknown route-map component "utdCONTfq" |

| Unknown route-map component "d" | Unknown route-map component "ukSTRc1" | Urban tunnel straight track + Unknown route-map component "ukSTRl+4" | Unknown route-map component "uACCq" + Unknown route-map component "HUB" | Unknown route-map component "udCONTfq" |

|  | Urban tunnel stop on track + Unknown route-map component "HUBaq" | Unknown route-map component "HUBr" |

| Unknown route-map component "dWASSERq" | Unknown route-map component "utKRZW" | Unknown route-map component "dWASSERq" |

| Unknown route-map component "utCONTgq" | Unknown route-map component "utTHSTACCtu" | Unknown route-map component "utCONTfq" |

| Urban tunnel stop on track |

| Unknown route-map component "utkABZg2" |

| Unknown route-map component "d" | Unknown route-map component "utCONTgq" | Unknown route-map component "utKRZtu" + Unknown route-map component "utSTRc2" + Unknown route-map component "utkSTRc1" | Unknown route-map component "utkABZq+4" + Unknown route-map component "utSTR3+l" | Unknown route-map component "utdCONTfq" |

| Unknown route-map component "utSTRc2" | Urban tunnel station on track + Unknown route-map component "utSTR3+1" | Unknown route-map component "utSTRc4" |

| Unknown route-map component "utdCONTgq" | Unknown route-map component "utSTRq" + Unknown route-map component "utSTRr+1" | Unknown route-map component "utABZql" + Unknown route-map component "utSTRc4" | Unknown route-map component "utHSTACCq" | Unknown route-map component "utdCONTfq" |

La linea IND Queens Boulevard inizia presso Jamaica-179th Street, al di sotto di Hillside Avenue. I quattro binari curvano poi verso nord, sotto Van Wyck Expressway; qui un deviatoio doppio la collega con la linea IND Archer Avenue. Poco dopo la linea devia verso ovest, sotto Queens Boulevard. Prima di Kew Gardens-Union Turnpike si trovano i binari di collegamento con lo scalo Jamaica; un altro collegamento si trova poi dopo 75th Avenue.

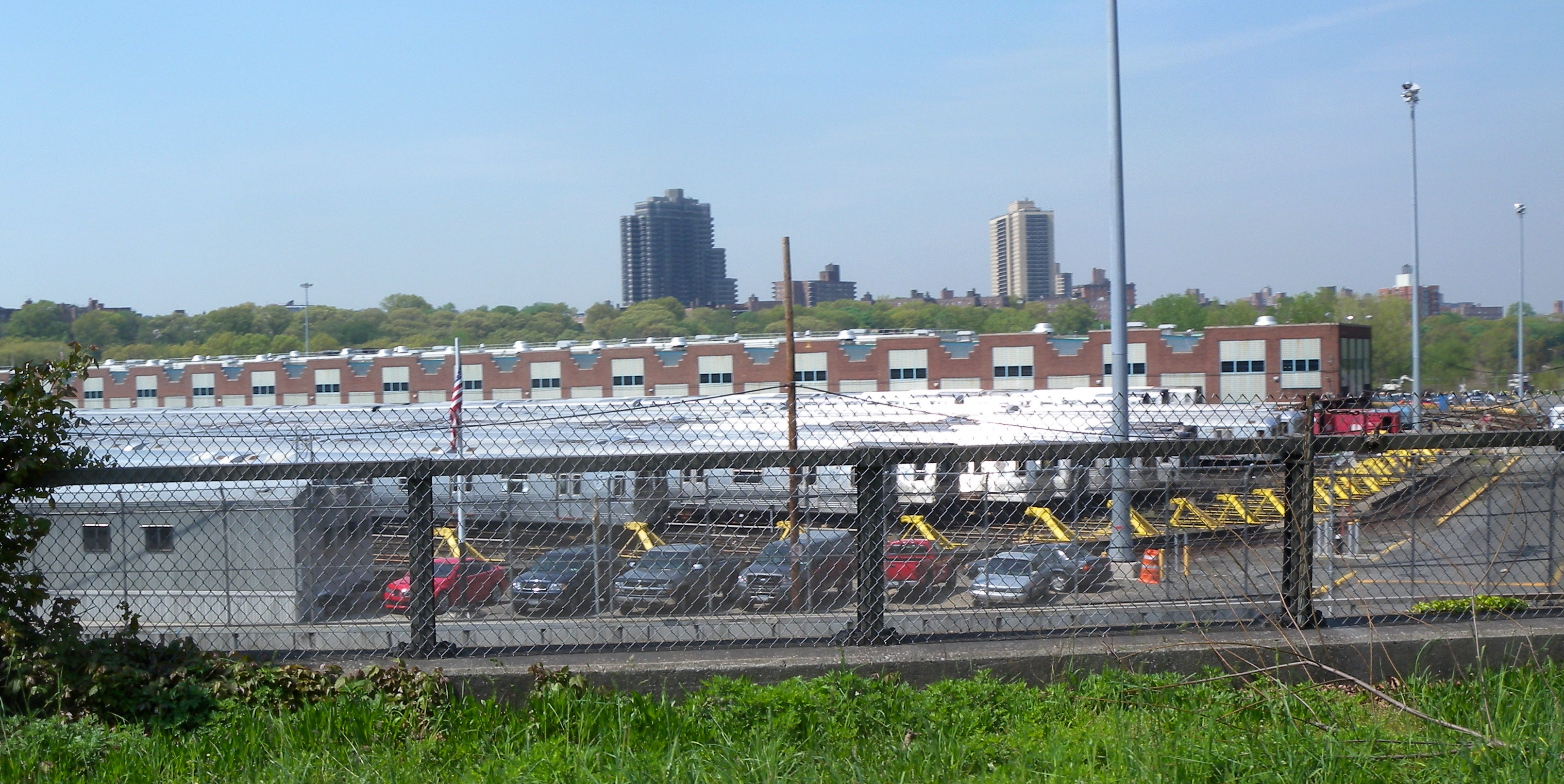
Lo scalo Jamaica.

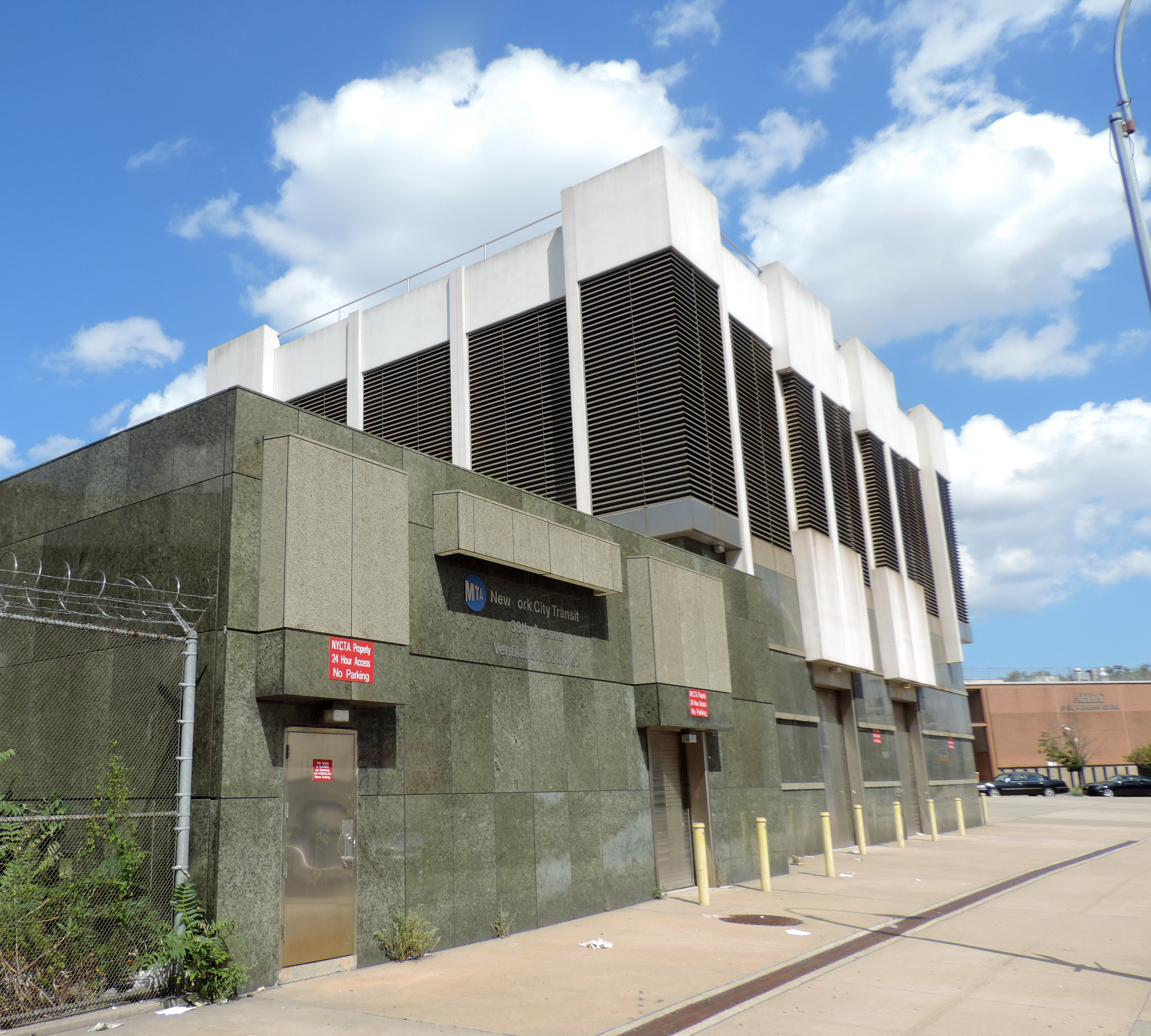
Edificio di ventilazione su Nordern Boulevard.

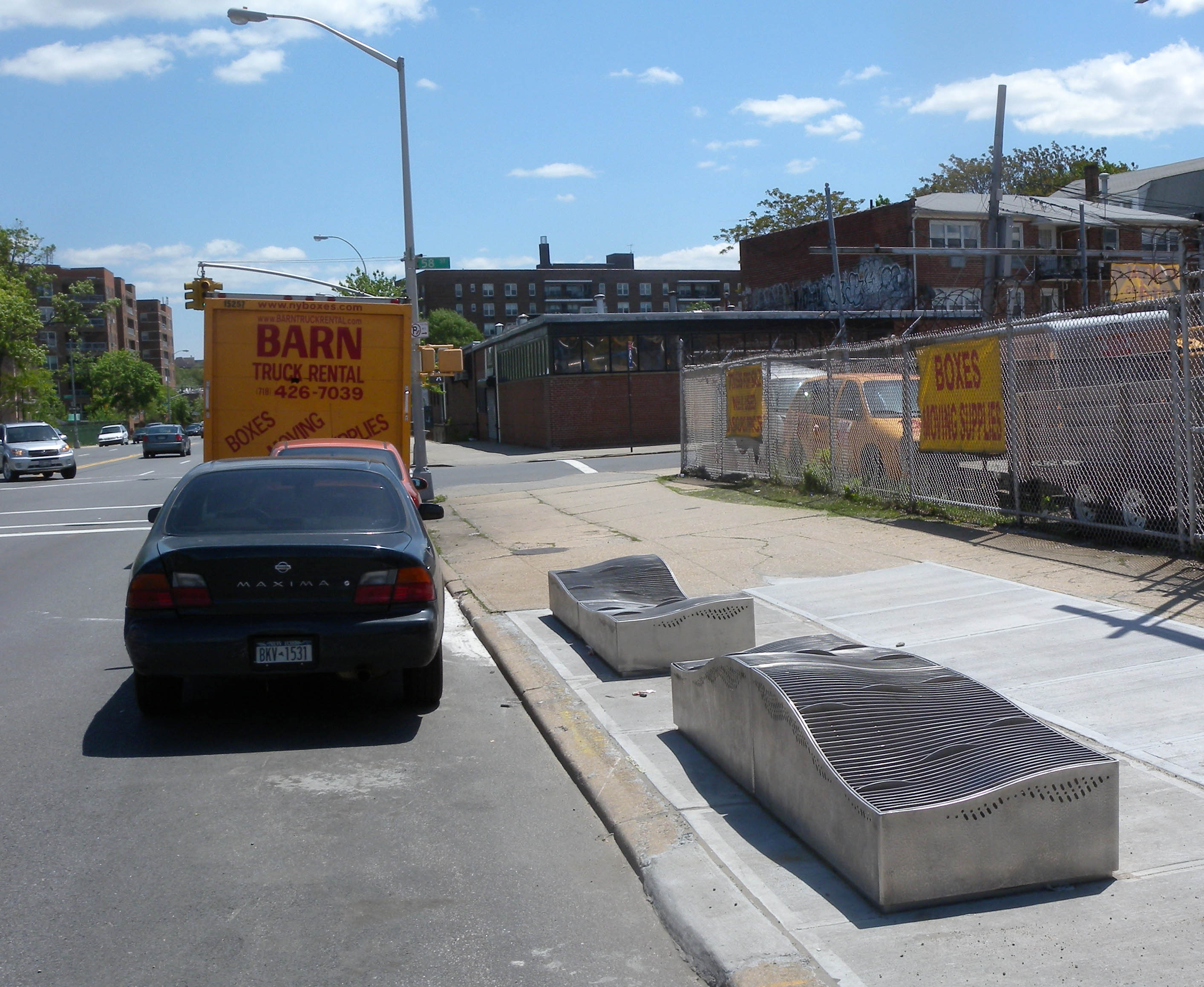
Griglie di ventilazione su Broadway.

Dopo 75h Avenue, la linea continua a correre sotto Queens Boulevard fino a Grand Avenue-Newtown, quando devia a nord sotto Broadway. Dopo l'incrocio tra Broadway e Northern Boulevard, i due binari espressi curvano sotto Nordern Boulevard mentre i due binari locali seguono un percorso più lungo rimanendo sotto Broadway, girano a sud sotto Steinway Street e poi a ovest per arrivare sotto Boulevard Nord, dove si ricongiungono con i binari espressi. La linea Queens Boulevard è quindi l'unica della rete, insieme alla linea IND Culver, ad avere i binari espressi che per un tratto si discostano da quelli locali.
La linea continua quindi sotto Nordern Boulevard fino a Queens Plaza, qui i binari espressi si dirigono verso Manhattan, passando sotto 44th Drive, mentre i binari locali prendono due direzioni, una verso 60th Street Tunnel Connection e l'altra verso la linea IND Crosstown passando, per quest'ultima, sotto Jackson Avenue. Da questo punto in poi la linea Queens Boulevard ha solo due binari.
La linea prosegue sotto l'East River, attraverso il 53rd Street Tunnel, e arriva a Manhattan. Dopo la stazione Lexington Avenue-53rd Street, i due binari si sovrappongono e, dopo Fifth Avenue/53rd Street, si trova un collegamento con la linea IND Sixth Avenue che inizia proprio in quel punto. Le due linee condividono lo stesso piano binari nella stazione Seventh Avenue, tuttavia qui non sono presenti collegamenti tra di esse.
Quindi, la linea devia a sud, sotto la linea IND Eighth Avenue e arriva presso il livello inferiore della stazione di 50th Street. Infine, i due binari si fondo a quelli della linea Eighth Avenue a nord della stazione di 42nd Street-Port Authority Bus Terminal. Qui si trovava in passato una banchina inferiore speciale che serviva un binario in direzione sud della linea Queens Boulvard; a lungo non utilizzata, è stata demolita nel giugno 2013, durante i lavori della 7 Subway Extension.

## Materiale rotabile
Attualmente sulla linea vengono utilizzati tre diversi modelli di vetture:
| Modello | Anni produzione | Produttore                | Servizi |
| ------- | --------------- | ------------------------- | ------- |
| R46     | 1975 - 1978     | Pullman Company           |         |
| R160A   | 2005 - 2010     | Alstom                    |         |
| R160B   | 2005 - 2010     | Kawasaki Heavy Industries |         |